# 마법사 (소프트웨어)

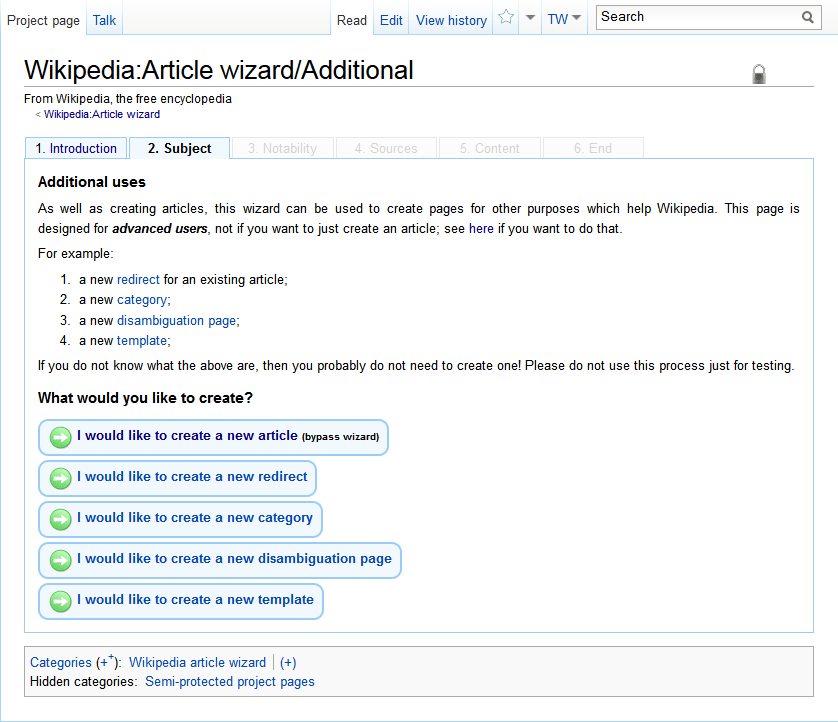
위키백과 문서 만들기 마법사

마법사(魔法師) 또는 위저드(wizard)는 사용자가 연속되는 대화 상자를 통한 안내를 제공하는 사용자 인터페이스 요소이다. 대부분의 현대 사용자 인터페이스의 활용과 다르게, 마법사는 사용자가 어떠한 작업을 연속적으로 수행하도록 강요할 수도 있다. 그러나 사용자에게 익숙하지 않은 여러 단계를 수반하는 복잡한 수행 과정의 경우, 마법사가 이러한 작업을 더 쉽게 수행할 수 있도록 도와준다.
1991년에 마이크로소프트 퍼블리셔가 처음 제안한 이 개념은 마이크로소프트 윈도우 95의 운영 체제에서 처음 사용되었다. 그 시기에 가장 흔히 쓰이던 마법사는 인터넷 연결 마법사였고, 나중에 나온 마이크로소프트 윈도우 버전에서는 "새로운 연결 마법사"로 이름이 바뀌었다. 이 마법사는 사용자가 인터넷이나 가상 사설 네트워크에 연결하는 과정을 통해 안내해 준다. 2001년까지, 마법사는 대부분의 소비자 지향 운영 체제에서 흔히 쓰였다. 이를테면, 맥 오에스 텐에서는 도우미(Assistant)라고 부르며 처음 매킨토시를 시동할 때 실행되는 "설정 도우미", 그리고 "새로운 연결 마법사"와 비슷한 기능을 하는 "네트워크 설정 도우미"를 예로 들 수 있다.
비행기 예약 사이트와 같은 웹 애플리케이션은 기나 긴 상호 작용 과정을 마치기 위해 마법사를 이용한다. 오라클 디자이너 또한 마법사를 확장하여 사용한다.
반면, 전문가 시스템은 문제 해결을 위해 예/아니오 질문을 통해 사용자를 안내하며 인공 지능이나 다른 복잡한 알고리즘을 이용하는 경향이 있다. 그러나 전문가 시스템을 마법사가 추가된 모든 문제 해결 프로그램을 포함하는 일반 분류로 생각하는 사람들도 일부 있다.

## 같이 보기
- 강좌
- wxWidgets
- 문제 해결
- FAQ